# Explorationsfahrt der Oruç Reis
Die erste Explorationsfahrt der Oruç Reis fand vom 10. August bis zum 11. September 2020 statt und war eine international umstrittene türkische Unternehmung, Erdgas-Vorkommen in einem von Griechenland beanspruchten Seegebiet im östlichen Mittelmeer zu erkunden. Sie brachte die beiden NATO-Mitgliedsstaaten und Nachbarländer Türkei und Griechenland mit militärischen Handlungen gefährlich nah an den Rand eines Krieges, denn trotz massiver Proteste der EU und Griechenlands sowie diplomatischer Vermittlungsbemühungen der EU und der NATO wurde die Erkundungsfahrt dreimal verlängert. Von einer erneuten Verlängerung nahm die türkische Regierung laut einem Bericht der regierungsnahen türkischen Zeitung Yeni Şafak Abstand, um „der Diplomatie eine Chance zu geben“, wohingegen die türkische Tageszeitung Hürriyet schrieb, dass das Forschungsschiff Oruç Reis nur zu Wartungszwecken in den Hafen von Antalya zurückgekehrt sei.
Die Aktion war das seit 1974 am weitesten berichtete Nachrichtenereignis sowie der schwerste und längste anhaltende Zwischenfall im dauerschwelenden griechisch-türkischen Streit.
Am 12. Oktober 2020 wurde bekannt, dass die türkische Marine angekündigt hatte, das Gaserkundungsschiff werde sich vom 12. bis zum 22. Oktober erneut im östlichen Mittelmeer aufhalten. Kurz vor Ablauf dieses Datums wurde wiederum bekannt, dass das Schiff weitere fünf Tage, bis zum 27. Oktober 2020, im Einsatz sein soll.

## Der Verlauf

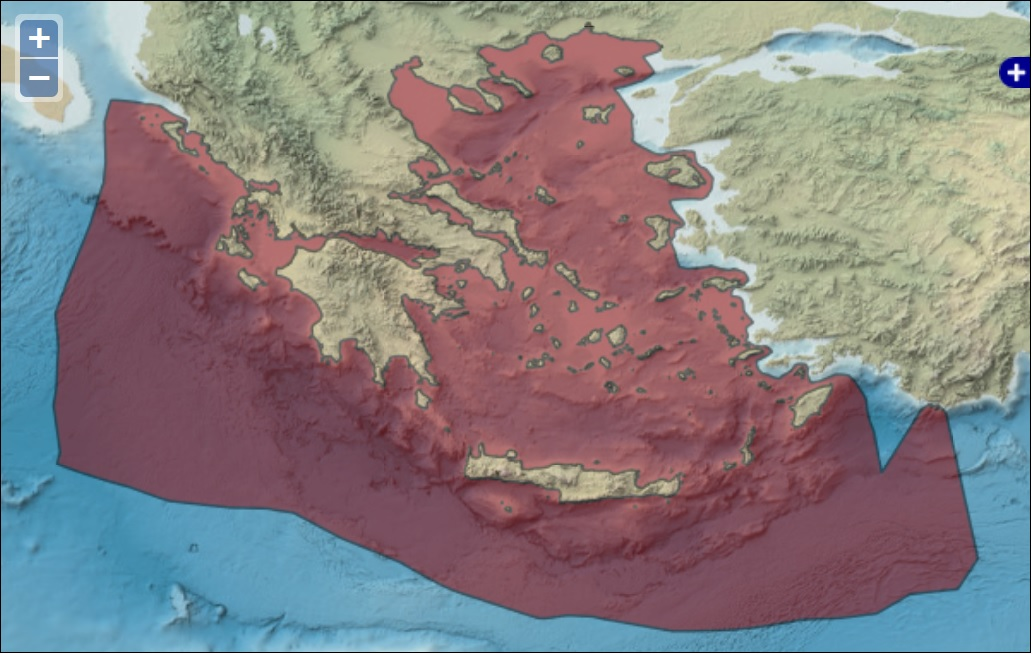
Ausschließliche Wirtschaftszone Griechenlands gemäß dem Seerechtsübereinkommen der Vereinten Nationen

### Das Ereignis im Kontext der Vorgeschichte
Rückblickend werden Überlegungen laut, ob Griechenland in den letzten 50 Jahren eine zu nachgiebige Politik gemacht hat und viel zu beschwichtigend gegenüber der revisionistischen Politik des Nachbarlands Türkei war, wodurch ggf. immer mehr Spielraum für ein Anspruchsdenken der Türkei entstand, die Hoheit der Luft- und Seezonen, ja sogar die Souveränität der Inseln im Ägäischen Archipel anzuzweifeln. Denn während Griechenland das Seerechtsübereinkommen der Vereinten Nationen unterzeichnet hat und dieses respektiert, bedient sich Erdoğan mit Begriffen wie „das blaue Heimatland“, das er gegen „Eindringlinge“ verteidigen werde einer Kriegsrhetorik. Ihm zufolge steht der Türkei fast die Hälfte der Ägäis, sogar die Peloponnes, zu. Mit dieser Sicht ignoriert er allerdings die AWZ. Zur Untermauerung seiner These hat die Türkei illegale bilaterale Verständigungsabkommen, etwa mit Nordzypern und mit der Libyschen Regierung geschlossen, und schlug, allerdings ohne Erfolg, ähnliche Verträge Ägypten, Israel und Libanon vor. Ziel der Türkei ist, den Nachbarländern Griechenland und Zypern die im Mittelmeer identifizierten Erdöl- und -gasvorkommen zu entreißen. In diesem Zusammenhang ist die jüngste Explorationsfahrt der Oruç Reis im Griechischen und Zyprischen Festlandsockel zu sehen.

### Eine geheime Vereinbarung
Im Juli 2020 gab die Türkei eine illegale NAVTEX heraus, in der die Durchführung von Sonarmessungen im Libyschen Meer südlich von Kreta und westlich von Zypern angekündigt wurden. Die Navtex war deshalb illegal, weil auch Gebiete des griechischen und zyprischen Festlandsockels belegt wurden, deren Hoheit die Türkei entgegen dem Seerecht illegal beansprucht. Obwohl die einzig zuständige Dienststelle für diese Gewässer der griechische Hydrographische Dienst in Heraklion ist, erlaubte sich der gegenüberliegende NAVTEX Sender in Antalya die Erstellung der illegalen Navtex nach eigenem Ermessen. Athen revidierte diese im Gegenzug in Form einer „Anti-Navtex“, mit der die türkische Navtex für ungültig erklärt wurde. Gleichzeitig wurde die diplomatische Unterstützung des die Präsidentschaft des Rates der Europäischen Union innehabenden Deutschland ersucht. Bundeskanzlerin Angela Merkel rief den griechischen Ministerpräsidenten und den türkischen Präsidenten zu Gesprächen.
Während dieser Gespräche einigten sich Athen und Ankara schriftlich auf krisenentschärfende Maßnahmen. Durch diese Intervention konnte ein griechisch-türkischer Militärkonflikt abgewendet werden. Die Existenz dieser Vereinbarung wurde zunächst geheim gehalten. Durch einen Zeitungsartikel in der Bild und eine Äußerung des türkischen Außenministers Tsavousoglou wurde bei Journalisten und Analysten ein Verdacht auf die Existenz eines bislang geheimen Abkommens erregt, welcher später durch einen weiteren Zeitungsartikel aus der Feder des griechischen Premierministers in den Zeitungen The Times, Frankfurter Allgemeine Zeitung und Le Monde bestätigt wurden. Es wurde bekanntgegeben, dass die geheimgehaltene Vereinbarung folgendes beinhaltet:
- Die türkische Seite verpflichtet sich,[14]
  - alle Erkundungen des östlichen Mittelmeers zu beenden,
  - alle rhetorischen und praktischen Streitigkeiten über die Souveränität der Inseln und Felsen zu unterlassen.
- Griechenland verpflichtet sich,
  - Ausschreibungen für Erdölfirmen südlich von Kreta zu unterlassen,
  - die teilweise Entmilitarisierung einiger Inseln voranzutreiben,
  - den bestehenden Status seiner Hoheitsgewässer in diesem Gebiet nicht zu verändern.

Die gleiche Vereinbarung enthielt zehn weitere Maßnahmen:
1. die Wiederaufnahme der Sondierungskontakte zu ägäischen Themen, aus denen sich die Türkei 2016 zurückgezogen hat,
2. die Konsultation zur Einigung über vertrauensbildende Maßnahmen,
3. keine Provokationen, d. h. keine Handlungen, die zu militärischen Konflikten führen können,
4. kein Versuch der Türkei, Probleme in Bezug auf Inseln und Inselchen zu schaffen,
5. keine Maßnahmen in Bezug auf Exploration und Bohrungen in „umstrittenen Gebieten“ der beiden Länder,
6. Vorbereitungen für das Treffen Mitsotakis/Erdoğan im September bei den Vereinten Nationen,
7. Vorbereitung einer Fünf-Parteien-Konferenz zum Thema Zypern, aber auch zur Bildung des Mechanismus für die Verteilung des Energiereichtums in Zypern, um die gleichberechtigte Teilnahme der türkischen Zyprioten ohne Bedingungen zu gewährleisten,
8. Gewährleistung einer weiteren Finanzierung der Türkei zur Bewältigung der Flüchtlingskrise,
9. Beginn der euro-türkischen Gespräche über die Verbesserung der Zollunion zwischen der EU und der Türkei und die Visa-Liberalisierung für türkische Bürger,
10. keine EU-Türkei-Sanktionen für die Umwandlung der Hagia Sophia in eine Moschee.

### Griechenlands Abkommen mit Italien und Ägypten
Nachdem es im Vorfeld der Ereignisse, d. h. im Juni, bereits zu einem Abkommen zwischen Italien und Griechenland gekommen war, kam es nach der deutschen Vermittlung zu einem weiteren, weitaus überraschenden Abkommen zwischen Griechenland und Ägypten. Mit diesen beiden Abkommen veränderte Griechenland die Machtverhältnisse im Mittelmeer vollkommen, einerseits, indem seine Seegrenzen mit Italien und zum Teil mit Ägypten festgelegt wurden, und andererseits, weil klar wurde, dass a) Italien das Recht der griechischen Inseln auf AWZ akzeptierte, und dass b) das illegale türkisch-libysche Abkommen durch das griechisch-ägyptische Abkommen buchstäblich „in die Papiertonne“ geschickt wurde. Sowohl die Türkei als auch Deutschland waren sichtlich verärgert über diese unerwartete Wendung, und während die Türkei ihre Frustration zum Ausdruck brachte, zeigte sich Deutschland zunächst um die weitere Lösung der Krise verlegen. Das Geheimabkommen wurde aufgehoben und Griechenland zeigte sich mit einem Trumpf in der Hand.

### Abfahrt der Oruç Reis
Als Reaktion darauf folgte eine neue Navtex der Türkei, wieder in einem Seegebiet auf dem Festlandsockel Griechenlands und Zyperns. In diesem Bereich wurden sonare Untersuchungen zur Kartografierung des Meeresbodens angekündigt, die vom türkischen Forschungsschiff Oruç Reis unter türkischer Flagge durchgeführt werden sollten. Das 2017 gebaute Schiff gehört einem türkischen Staatsunternehmen und hatte zuvor im Marmarameer und im Schwarzen Meer Forschungsfahrten absolviert. Vom Hafen von Antalya, begleitet von zwei Unterstützungsschiffen, Ataman und Cengiz Han, fuhr es nachts mit ausgeschaltetem Signalsender heimlich aus dem Hafen und erreichte sein Ziel, wo es im Schutz der Begleitung von fünf weiteren türkischen Kriegsschiffen die Arbeit aufnahm. Alsbald stießen in der Gegend auch  griechische Fregatten hinzu. In einem Spannungsklima, in dem griechische Politiker die sofortige Versenkung des Forschungsschiffs forderten, schloss die griechische Regierung den Beschuss der Oruç Reis zunächst kategorisch aus, mit der Begründung, dass die anwesenden Schiffe unmöglich Messungen vornehmen könnten. Diese Einschätzung, wurde von vielen Politikern, Beobachtern und Analysten als fatal abgetan, ja sogar vom Berater des Premierministers, Alexandros Diakopoulos verneint, was seinen sofortigen Rücktritt zur Folge hatte. Es gab auch das Gerücht, angeblich aus russischen Kreisen, dass ein griechisches U-Boot die Kabel der Oruç Reis sabotiert haben soll.

### Ein „leichter Zusammenstoß“
Am 12. August, als die Oruç Reis mit militärischen Eskorten fuhr, richtete Premierminister Mitsotakis sich an das griechische Volk und warnte die Türkei vor der Gefahr eines Seeunfalls.  Am nächsten Tag wurde bekanntgegeben, dass ein „Seeunfall“ zwischen zwei Schiffen, der griechischen Limnos und der türkischen Kemal Reis, stattgefunden hatte. Letztere soll in Folge eines unglücklichen Manövers auf der rechten Seite gerammt worden sein und sich einen drei Meter hohen und einen Meter breiten Riss zugezogen haben. Sie hätte sich mit starker Schlagseite zurückziehen müssen und erst nach provisorischer Reparatur zurückkehren können. Die Realität sah jedoch anders aus. Der Vorfall soll „die erste Seeschlacht in der Region nach vielen Jahren“ gewesen sein.
Die Limnos fuhr zunächst von Rhodos aus und weit weg vom Gebiet der illegalen Seemessungen. Als sie die türkische Flotte bei Kastelorizo erreichte, waren die türkischen Schiffe mit Scheinkanonenschüssen auf europäischen Boden beschäftigt.  Die Kemal Reis, welche offenbar den Befehl ausübte, ein Schiff zu versenken fuhr auf Limnos los, die wiederum der Kollision auswich, die Kemal Reis drehte bei und unternahm erneut den Versuch, die griechische Fregatte zu treffen und zu versenken, wobei aber der griechische Kapitän, Lieutenant Commander Ioannis Saliaris, erneut auswich, den Zusammenstoß aber nicht vermeiden konnte. Durch das klaffende Loch, wurde die „Kemal Reis“ instabil, kippte zur Seite und fuhr viele Meilen, bis sie sich nach dem Erhalt eines neuen Marschbefehls in Richtung Zypern entfernte, wo sie repariert wurde und fünf Tage später zurückkehrte. Die Limnos aber blieb in der Flotte und nahm teil an einem gemeinsamen Seemanöver mit den Franzosen.

### Konzentration der Streitkräfte
Die illegale Anwesenheit des türkischen Forschungsschiffs in griechischen Gewässern zog immer mehr Streitkräfte im östlichen Mittelmeerraum an: einerseits die türkischen Fregatten, die die Forschungsmission begleiteten, andererseits griechische Schiffe und U-Boote, die diese beobachten. Andere Schiffe aus beiden Ländern wurden weiträumig positioniert. Die USS Hershel "Woody" Williams ankerte am Marinestützpunkt Souda. Das Schiff ist eine mit Militärpersonal vollbesetzte schwimmende Basis, ausgestattet mit einer Vielzahl von Hubschraubern, Landungsbooten und Landungstruppen. Ein russisches Cyber-Kriegsschiff fuhr südlich von Kreta, die französische Fregatte La Fayette befand sich nahe Zypern, ein weiterer französischer Flugzeug- / Hubschrauberträger befand sich östlich des Libanon, während Frankreich die Mission des Flugzeugträgers Charles de Gaulle in der Region ankündigte. Währenddessen flogen türkische Aufklärungsflugzeuge, begleitet von Drohnen und einem Radarflugzeit ständig über das Gebiet, um die unsichtbaren griechischen Tarn-U-Boote auszumachen. Ein türkisches U-Boot wurde von der griechischen Marine entdeckt, auf dem Meeresboden gefangen gehalten und mit Schallminen bombardiert, bis es sich durch Abfeuern einer Signalfackel geschlagen gab, während in der Luft türkische Flugzeuge durch griechische Flugzeuge abgefangen und zurückgedrängt wurden. See- und Luftübungen wurden mit griechischen, französischen und VAE-Schiffen durchgeführt, wobei sechs griechische F16 ungestört in Paphos landeten und unversehrt zurückkehrten, wobei sie Störungsversuche der türkischen Flugzeuge mit Leichtigkeit überwanden. In der Zwischenzeit stießen türkische Politiker und Militärs zunehmend aggressive und beleidigende Parolen, ja sogar persönliche Angriffe auf Völker und Staatsmänner jenseits aller Diplomatie in alle Richtungen aus. Trotz der erhitzten Gemüter blieb der von der Türkei herbeigesehnte erste Schuss aus, es blieb jedoch bei der Serienherausgabe von Navtex-Nachrichten türkischer Stellen gefolgt von Anti-Navtex.

### Diplomatie und EuroMed7
Gleichzeitig war Griechenland im politischen und diplomatischen Bereich aktiv und wurde von der internationalen Gemeinschaft zunehmend solidarisch in Schutz genommen. Israel und Ägypten standen auf der Seite Griechenlands. Deutschland, das die EU-Ratspräsidentschaft innehat, bemüht sich um Neutralität, ist jedoch merklich pro-türkisch. NATO-Generalsekretär Jens Stoltenberg unterstützt die Position der Türkei, Präsident des Europäischen Rates, Charles Michel, arbeitet eine Liste möglicher Optionen aus. Die Mittelmeerstaaten Italien, Malta, Spanien und Portugal lehnen mögliche Strafmaßnahmen ab, während aus Österreich und insbesondere aus Frankreich die stärkste Hilfe für Griechenland und Zypern kommen. Das griechische Parlament ratifizierte die beiden Abkommen mit Italien und Ägypten, während der Premierminister Kyriakos Mitsotakis die bevorstehende Absicht bekanntgibt, die Zone der Hoheitsgewässer im Ionischen Meer und möglicherweise auch in anderen Seegebieten von 6 auf 12 Seemeilen gemäß Artikel 3 des UN Seerechts auszuweiten. Schließlich senden die Staats- und Regierungschefs der EuroMed 7 am 10. September auf Korsika mit einer gemeinsamen Erklärung eine starke Botschaft und Aufforderung an die Türkei, das Völkerrecht, das Seerecht sowie die Souveränität und die Souveränitätsrechte der EU-Mitgliedstaaten zu respektieren.  In Zypern treffen sich nacheinander der russische, bzw. US-Außenminister Lawrow, resp. Pompeo mit dem zyprischen Präsidenten Anastasiadis. Der Chef von GEETHA Konstantinos Floros trifft sich mit seinem Amtskollegen in Ägypten.

### Aufrüstungsprogramm
Griechenland kündigte nach intensiven Gesprächen mit Ländern, die militärische Rüstungsgüter herstellen, hauptsächlich mit Frankreich, aber auch Italien, Deutschland, USA, Israel, Ägypten, den Vereinigten Arabischen Emiraten und den Niederlanden, ein gewichtiges Rüstungsprogramm an, das sein militärisches Potenzial stark erhöhen wird.
- 18 Rafale ersetzen die Mirage 2000 von Anfang 2021 bis Ende 2022
- 4 Romeo Hubschrauber
- 4 neue Mehrzweckfregatten und Modernisierung 4 MEKO (Multifunktionsschiffe)
- SCALP-Raketen
- Spike NLOS
- Langstreckenraketen Meteor
- Militärhilfe von Frankreich
- Erhöhung des Militärdienstes auf 12 Monate
- zehnjähriges Finanzierungsprogramm für neue Waffenkäufe bis zu 10 Milliarden Euro

### Rückkehr der Oruç Reis in den Hafen von Antalya
Auf wachsenden internationalen Druck reagierte der türkische Regierungschef Erdoğan zunächst mit verbalen Drohungen, hauptsächlich gegen Griechenland und Frankreich, dennoch kehrte die Oruç Reis in der Nacht zum 12. September 2020 nach Antalya zurück. Medien berichteten von zweierlei Gründen:  Zum einen soll sie dort gewartet und betankt werden und zum anderen soll „der Diplomatie eine Chance“ gegeben werden, nachdem die „Mission planmäßig beendet“ werden konnte.

## Bewertung
Die intensive Spannung sowohl in Bezug auf die Dauer als auch auf die Intensität auf politischer, diplomatischer und militärische Ebene ist als vorübergehender Höhepunkt im griechisch-türkischen Streit in den letzten 50 Jahren zu sehen. Sicherlich wird die Spannung anhalten und es kann zu neuen Ausbrüchen kommen. Die revisionistische Türkei zeigt immer noch keine glaubhafte Bereitschaft zu einer friedlichen Nachbarschaft nach dem internationalen Rechts- und Seerecht. Die von der Türkei propagierte sogenannte "faire Verteilung" basiert nicht auf internationales Recht und ist als eine gewaltsame Handlung anzusehen. Ebenfalls gewaltsame und illegale Handlungen sind die schwebende Casus Beli-Drohung gegen Griechenland sowie die Durchführung von Forschungsexplorationen in nicht international legal festgesetzte Seezonen. Griechenland gelang es jedoch, vielleicht in aller letzter Minute, seine Beschwichtigungspolitik der letzten Jahrzehnte zu überwinden, zum ersten Mal wichtige internationale Allianzen zu schließen und auf der Grundlage internationaler Verträge das Völkerrecht und das Seerecht für sich zu sichern. Das wäre ohne die illegale Explorationsfahrt der Oruç Reis nicht möglich gewesen.